# Vykortsstjärnan
Vykortsstjärnan är ett vandringspris som instiftades 2004 av NOVA Frimärken AB.
Det är Sveriges förnämsta pris för vykortsexponat och utdelas sedan 2004 på jurybedömda utställningar sanktionerade av Sveriges Filatelist-Förbund (SFF).

## Pristagare
- 2004, NorrPhil 2004,   Paul Gustafsson,     Solnavykort
- 2007, Bofilex 07,      Per Bunnstad,        Skillingaryd – en militärort
- 2008, Holmex 08,       Lennart Frost,       Vykortshistoria - Historia på vykort
- 2009, NorrPhil 2009,   Seija-Riitta Laakso, A Caribbean cruise
- 2009, Ienecopia 2009,  Richard Bodin,       Militär FN- och Natotjänst
- 2010, Skåneland 2010,  Lennart Frost,       Vykortshistoria - Historia på vykort
- 2011, Skivaryd 2011,    Andreas Tärnholm,    Upplands Väsby - från forntid till framtid
- 2012, Hallfrim 2012,    Andreas Tärnholm,    Upplands Väsby - från forntid till framtid
- 2014, Baltex 2014,   Richard Bodin,   Militär FN- och NATO-tjänst
- 2015, Wernamo 2015,   Per Bunnstad,   Albatross – en dramatisk händelse under första världskriget
- 2016, Hallfrim 2016,   Göran Modén,   Nils Thomasson, fotografen som berättar Jämtlands historia 1899–1970
- 2018 Malmex 2018,  Palle Ottersen,   Nedad Odense å - fortalt på postkort
- 2021 Eslövia 2021,   Magnus Gartrup,   Baltiska utställningen
- 2022 Norrphil 2022,   Göran Modén,   Nils Thomasson, fotografen som berättar Jämtlands historia 1899–1970
- 2023 Trelleborg 2023,   Per Bunnstad,   Skillingaryd – en militärort
- 2024 Karlstad 2024, Andreas Tärnholm, Upplands Väsby - från forntid till framtid